# Moroto (ville)
Pour les articles homonymes, voir Moroto.
Moroto est une ville de l'Ouganda, chef lieu du district de Moroto.
Sa population est estimée à 16 300 habitants en 2010.